# Elizabeth Alexander
Frances Elizabeth Somerville Alexander (nacida Caldwell, 13 de diciembre de 1908-15 de octubre de 1958) conocida como Elizabeth Alexander fue una geóloga y física británica conocida por sus contribuciones a la radioastronomía. Alexander se doctoró en el Newnham College de Cambrige y trabajó en radiogoniometría en la Base Naval de Singapur de 1938 a 1941. En enero de 1941 se mudó a Nueva Zelanda bajo las órdenes de la Marina. Su interpretación en 1945 de señales anómalas procedentes del sol recogidas en la Isla Norfolk fue un trabajo pionero en el área de la radioastronomía. Fue una de las primeras mujeres científicas en trabajar en esta área, aunque brevemente.

## Biografía
Alexander nació Frances Elizabeth Somerville Caldwell el 13 de diciembre de 1908 en Merton, Surrey. Su padre, Dr. K. S. Caldwell, era profesor de universidad de Química en el Patna Science College en India, donde ella pasó su juventud. En 1918, Alexander volvió a Reino Unido y comenzó la escuela secundaria. Estudió ciencias naturales en el Newnham College de Cambridge, graduándose en Física con Matrícula de Honor en 1931 y doctorándose posteriormente en Geología con una tesis en la caliza de Aymestry (Reino Unido). Al igual que todas las mujeres graduadas en la Universidad de Cambridge en aquella época, no pudo ser socia de pleno derecho de la universidad hasta que se garantizó la igualdad de derechos en 1945.
En julio de 1935, Alexander se casó con el físico neozelandés Norman Alexander. Cuando este se hizo profesor de física del Raffles College en Singapur, Elizabeth comenzó un estudio de la meteorización en los trópicos. La pareja tuvo tres hijos en Singapur: William en 1937, Mary en 1939 y Bernice en 1941. El 4 de enero de 1942 la Marina ordenó al Dr. Alexander poner los niños a salvo en Australia, a donde fueron evacuados en el hidroavión Short S23 C. Después de la caída de Singapur el 15 de febrero, Elizabeth quedó en Nueva Zelanda sin noticias de su marido durante seis meses, con la falsa información de que éste había muerto.
En realidad él había continuado con su trabajo de Asesor Científico de las Fuerzas Armadas, mudándose al Hospital General de Singapur, ya que Raffles College estaba en el frente. En el hospital, mantuvo en activo las máquinas de rayos-X hasta la pérdida de Singapur por parte de los aliados. Fue internado en Changi y posteriormente en los campos de Sime Road junto con otro personal del hospital. En septiembre de 1945 se reunió con su familia en Nueva Zelanda durante seis meses de baja obligatoria por enfermedad, volviendo a Singapur en marzo de 1946 para reconstruir los departamentos de Física y Química en Raffles College. Ambos departamentos habían sido saqueados y los profesores de química habían fallecido. La Dr. Elizabeth Alexander terminó con su trabajo en Wellington y partió con sus hijos a Inglaterra, dejando a su hermana como guardiana. Se reunió con Norman Alexander brevemente en Inglaterra para comprar equipo para Raffles College antes de volver juntos a Singapur. Ella comenzó a trabajar como Geóloga del Gobierno, recomenzó su trabajo en meteorización tropical y trabajó en la conversión de Raffles Colleges en la Universidad de Malaya.
Durante los siguientes dos años, Norman Alexander vivió en Singapur y Nueva Zelanda, mientras que Elizabeth Alexander volvió a Inglaterra. En 1947 el matrimonio volvió a Singapur, trabajando ambos en el Raffles College. En 1952 el matrimonio se mudó a Ibadán, Nigeria para trabajar en el University College Ibadan. La Universidad abrió un departamento de Geología en 1958 y la Dr. Elizabeth Alexander fue nombrada trabajadora y Jefa de Departamento. Una semana después de su nombramiento, Alexander sufrió un infarto cerebral y murió una semana después el 15 de octubre de 1958 a la edad de 49 años.